# Dianthus hafezii
Dianthus hafezii är en nejlikväxtart som beskrevs av Mostafa Assadi. Dianthus hafezii ingår i släktet nejlikor, och familjen nejlikväxter. Inga underarter finns listade i Catalogue of Life.